# Mandinga (mitología)
Mandinga es el nombre que representa al diablo en algunas tradiciones y creencias de la zona sur y algunas otras regiones de Sudamérica. El nombre se suele utilizar para indicar al diablo u otro demonio enviado por él cuando suele aparecer este con la apariencia de un ser humano normal, con la intención de presentar una apariencia más amigable a los seres humanos. De esta manera, según el mito, podría lograr tentar más fácilmente a las personas al interactuar con ellas como si fuera una persona normal. A pesar de ello la creencia afirma también que al alejarse deja un característico olor a azufre que delata su presencia infernal.

## Distribución geográfica de la tradición del Mandinga

### El Mandinga en Argentina
En Argentina al diablo con esta forma también se le llama Mandinga, y se lo representa de color y vestiduras totalmente negros. Se postula que el adjetivo, "mandinga" se originó en este país a partir del apelativo que se aplicaba a los hombres negros del oeste de Sudán. Puede ser que el término haya sido introducido en el Río de la Plata por los traficantes de esclavos, antes de que la Asamblea del Año XIII comenzara a abolir la esclavitud.

### El Mandinga en Chile
En el Pueblo de Lo Barnechea, el centro de la actividad pecaminosa se centraba en la Quinta de Recreo El León, donde mineros y arrieros se juntaban para gastar sus sueldos recién recibidos. Las que hacían correr las historias de tales actividades diabólicas apostando con el mandinga, por supuesto eran las esposas que veían como los sueldos de sus esposos se esfumaban. En dicha Quinta de Recreo, según los habitantes del pueblo, habían entierros y candelillas, además de poderse ver al mandinga cantando y tocando melodías.
En la localidad precordillerana de Corral Quemado, generalmente era visto en el puente que quedaba aguas arriba del estero, lugar de muchos accidentes de jinetes ebrios.

### El Mandinga en Colombia
En Colombia el mandinga es un mito tradicional del Folclor colombiano, generalmente la historia se cuenta en Bogotá, y la Costa Caribe colombiana; además hay un pueblo muy pequeño llamado Mandinga en el departamento del Bolívar, a hora y media desde Cartagena de Indias, la capital del departamento, donde la historia se cuenta en cada rincón.

## Pactos con el Mandinga
Desde la antigüedad existe la creencia de que las personas pueden obtener grandes beneficios al pactar su alma con el Mandinga; siendo generalmente los pactos del diablo con esta apariencia humana, más formales y con un contrato de por medio, y con el cumplimiento textual de lo pactado. Contrato que suele indicar que debe ser entregada el alma luego de un periodo de tiempo establecido; fecha en la cual el Mandinga llegará a reclamarla. 
En historias populares como las del personaje Pedro Urdemales, este suele aprovecharse de lo que indica el texto del contrato para encontrar formas de lograr engañar al Mandinga.
En caso de que el mandinga no podía lograr realizar un pacto, se dice que aprovecha su apariencia humana para tentar a los seres humanos mediante apuestas, cuyas apuestas suelen traer desgracias en la vida del apostador al ganarlas el mandinga.